# Formiguera gran
La formiguera gran (Phengaris arion) és una espècie de lepidòpter papilionoïdeu de la família dels licènids (Lycaenidae).

## Distribució
La seva àrea de distribució abasta des del centre i nord d'Espanya, a través d'Europa i Àsia, fins al Japó. A la península Ibèrica es troba al nord i a zones del sistema Ibèric.

## Descripció

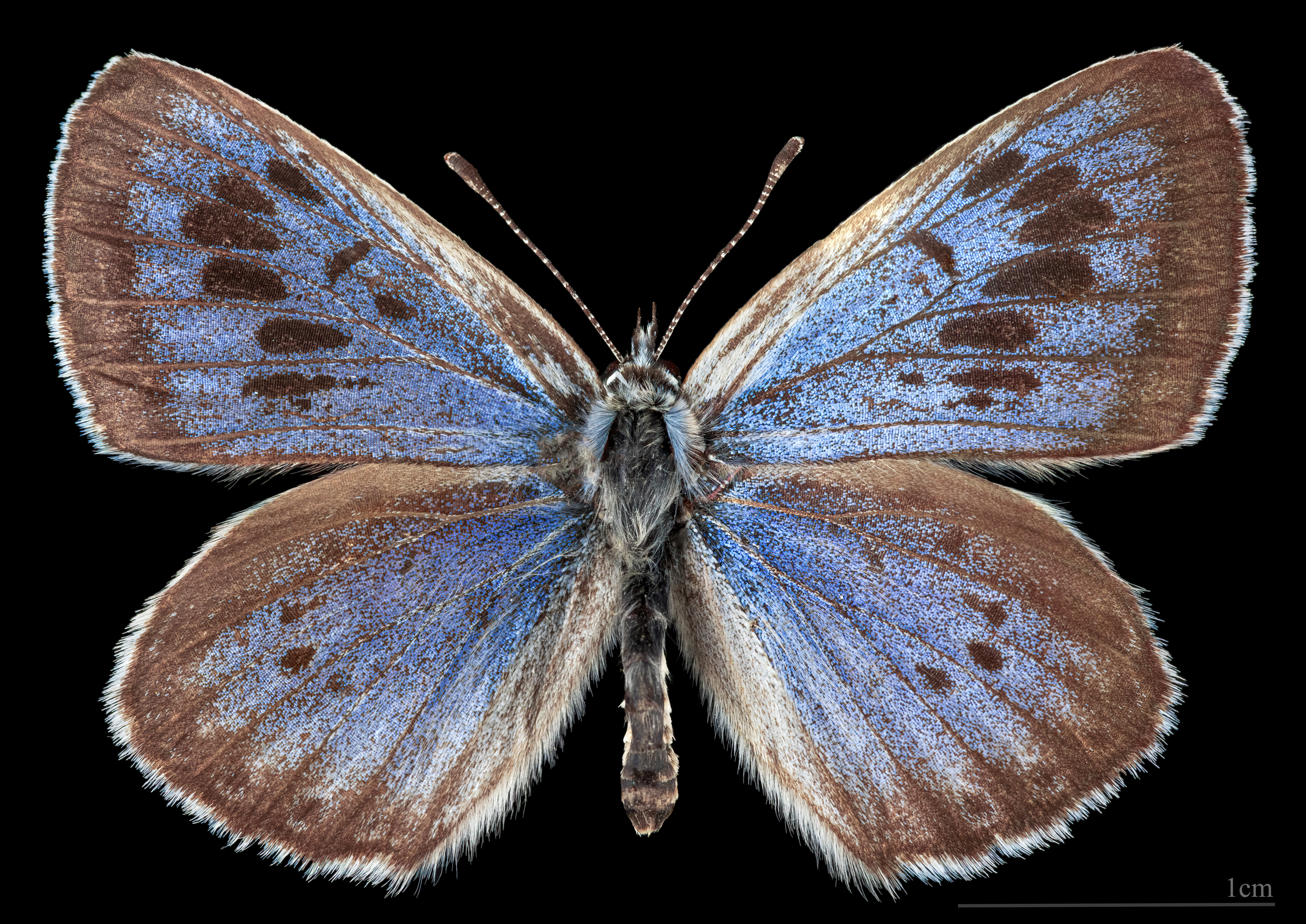
Phengaris arion ♂
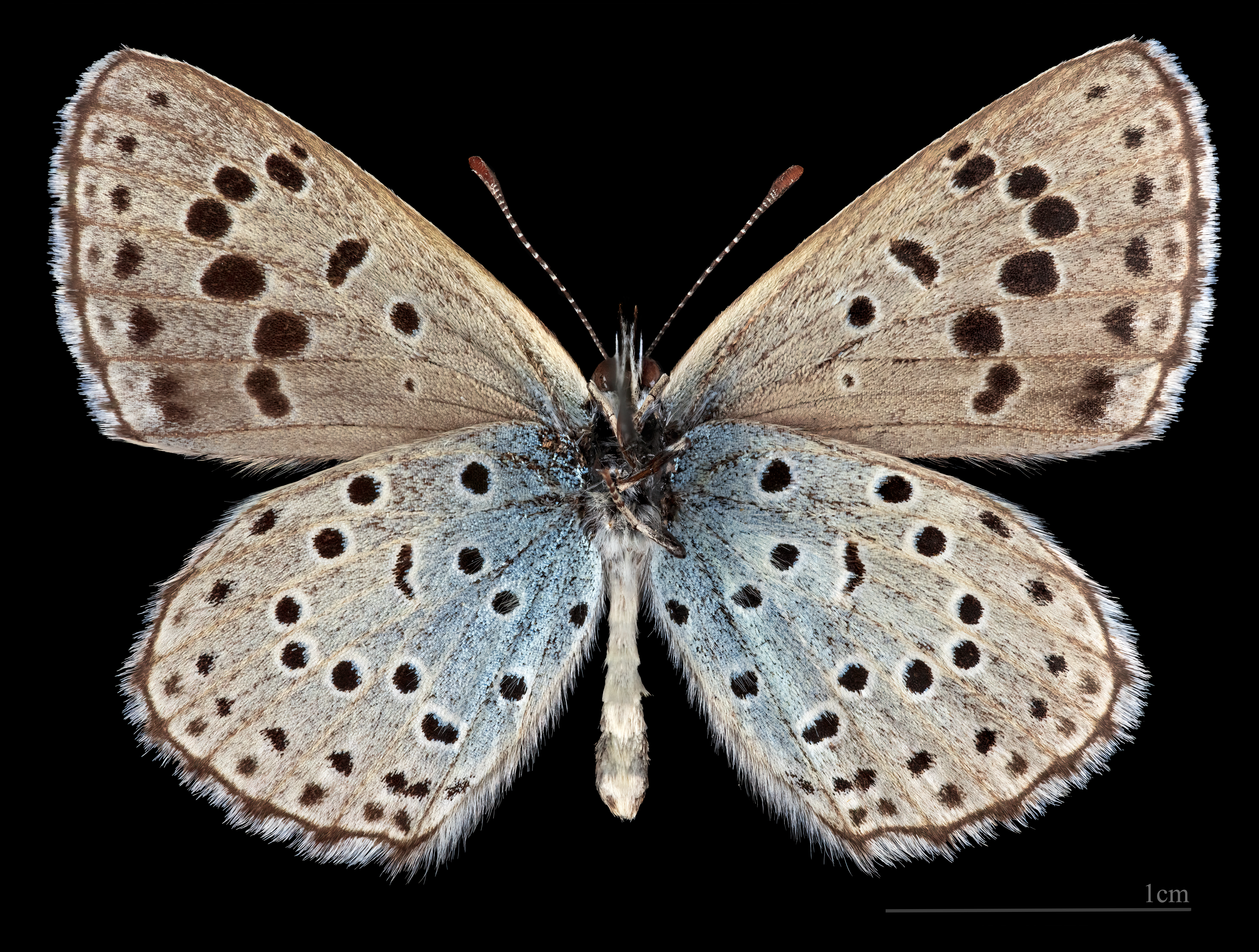
Phengaris arion ♂ △

## Hàbitat
Viu en prats i clars de bosc, tant humits com secs. L'eruga s'alimenta en els seus estadis inicials de Thymus o Origanum vulgare; posteriorment, l'eruga abandona la planta nutrícia i és recollida per formigues (Myrmica sabuleti o Myrmica scabrinodis), que la porten al niu on acabarà el seu creixement alimentant-se de larves i pupes de les formigues.

## Període de vol
Vola en una generació a l'any, entre juny i agost.